# Albert Salon
Pour les articles homonymes, voir Salon.
Albert Salon, né en 1935, est un diplomate et essayiste français.
Il est engagé dans la défense de la francophonie.

## Biographie

### Formation
Albert Salon naît le 12 mars 1935 à Auxerre, dans l'Yonne.
Après avoir fait ses classes au lycée Jacques-Amyot d'Auxerre, il obtient un diplôme d'études supérieures, puis un diplômé d'études supérieures d'allemand. Diplômé de l'Institut d'études politiques de Paris (section Service public, promotion 1961), il est élève de l'École nationale d'administration dans la promotion Blaise-Pascal (1964).
En 1981, il soutient un doctorat d'État ès lettres à l'université Paris-Sorbonne avec une thèse intitulée L'Action culturelle de la France dans le monde : analyse critique.

### Carrière
D'abord instituteur dans une commune rurale, il entre après l'ENA comme administrateur civil au ministère de l'Éducation nationale ; il est ensuite conseiller culturel et scientifique à Canberra (1967), membre du cabinet du secrétaire d'État aux Universités (1975), chef de la mission de coopération française à Maurice (1982), conseiller scientifique et de coopération à Québec (1986), sous-directeur du Développement au ministère de la Coopération (1991), et enfin ambassadeur de France à la Jamaïque (1999).

### Activités militantes
Il est administrateur du Cercle nation et République. Depuis 1979, il est membre des Amitiés acadiennes[réf. nécessaire] ; il participe aussi à l'Académie de la Carpette anglaise[réf. souhaitée], Défense de la langue française[réf. souhaitée] et à l'Association France-Maurice.
En 1992, il cofonde Avenir de la langue française avec Dominique Noguez et Dominique Gallet ; il en est le président depuis 2003. 
En 2001, il est le fondateur et le président du Forum francophone international-France. Il préside la commission Langue française et francophonie du Forum pour la France.
En 2010, il signe une pétition du Forum pour la France demandant l'abrogation du traité de Lisbonne.

### Radio
En 2006, il succède à Jacques Lacant à la direction de l'émission Le Français en partage un lundi toutes les quatre semaines sur Radio Courtoisie.

## Œuvres
- La Politique culturelle de la République fédérale d'Allemagne à l'étranger, Paris, La Documentation française, coll. « Notes et Études documentaires » (no 3 664), 1970, 44 p.
- Vocabulaire critique des relations culturelles internationales, dans les domaines culturel, scientifique et de la coopération technique : avec index des traductions en allemand et en anglais, Paris, La Maison du dictionnaire, 1978, 175 p. (ISBN 2-85608-005-7, BNF 34593972)
- L'Action culturelle de la France dans le monde (thèse de doctorat d'État en lettres remaniée), Paris, Nathan, coll. « Francophonie », 1983, 158 p. (ISBN 2-09-163201-5, BNF 34761020)
- Atlas historique de la langue française, Paris, Bordas, 1994
- Avec Michel Guillou et Serge Arnaud, Les Défis de la francophonie : pour une mondialisation humaniste, Chevilly-Larue, Alpharès, coll. « Planète francophone », 2002, 259 p. (ISBN 2-84839-000-X, BNF 38962662)
- Avec Alfred Gilder, Alerte francophone : plaidoyer et moyens d'actions pour les générations futures, Paris, Arnaud Franel, 2004, 320 p. (ISBN 2-89603-003-4, BNF 40776131)
- Colas colo, Colas colère : un enfant de France contre les empires, Paris, L'Harmattan, coll. « Rue des écoles », 2007, 293 p. (ISBN 2-296-03110-2, BNF 41028082)
- France, Québec, Wallonie, même combat ! : libérons-nous tous de l'empire américain et retrouvons ensemble notre monde humain !  (préf. Nicolas Dupont-Aignan), Paris, L'Harmattan, 2008, 196 p. (ISBN 978-2-296-04956-7, BNF 41212991, SUDOC 125109326)
- Une volonté française : je me souviens et je projette  (préf. Claude Hagège), Paris, Glyphe, 2012, 283 p. (ISBN 978-2-35815-080-4, BNF 42703821)

## Récompenses

### Prix
- Prix international de la francophonie Charles-Hélou 1995 pour Quelle francophonie pour le XXIe siècle ?
- Prix Georges-Hachette 2004 de la Société de géographie[8]
- Prix Jean-Ferré 2008

### Décorations
- 1976 :  Chevalier de l'ordre des Palmes académiques
- 1992 :  Chevalier de la Légion d'honneur
- 1995 :  Chevalier de l'ordre des Arts et des Lettres
- 1996 :  Chevalier de l'ordre du Mérite du Bénin
- 1996 :  Chevalier de l'ordre de la Pléiade (au titre de la francophonie)
- 2006 :  Commandeur de l'ordre national du Mérite